# 巴頓鎮區 (愛荷華州沃思縣)
巴頓鎮區（英語：Barton Township）是位於美國愛荷華州沃思縣的一個行政鎮區。

## 地方資料
根據2010年美國人口普查的數據，巴頓鎮區的面積為91.86平方千米，當中陸地面積為91.80平方千米，而水域面積為0.06平方千米。當地共有人口188人，而人口密度為每平方千米2.05人。